# Пенфільдит
Пенфільдит (рос. пенфильдит; англ. penfieldite; нім. Penfieldit m) — мінерал, гідроксид-хлорид свинцю координаційної будови.
Названий за прізвищем американського мінералога С. Л. Пенфілда (S.L.Penfield), F.A.Genth, 1892.

## Загальний опис
Хімічна формула: Pb2OHCl3.
Містить (%): Pb — 77,06; Cl — 19,78; O — 1,49; H2O –1,67.
Сингонія гексанальна. Дигексагонально-дипірамідальний вид. Утворює призматичні або гостродипірамідальні кристали.
Спайність ясна.
Густина 6,61.
Безбарвний, прозорий, також білий, жовтуватий, синюватий.
Блиск алмазний до жирного.
Знайдений у старовинних вивітрених свинцевих шлаках у Лавріумі (Греція) разом з фідлеритом, лауріонітом в Сьєра-Горда (Чилі), поблизу Каркерану (Франція) та в районі Махедії (Туніс).